# Braille (planetoïde)
(9969) Braille is een kleine planetoïde, ontdekt op 24 mei 1992 door Eleanor F. Helin en Kenneth Lawrence bij het Palomar-observatorium in Californië, USA en later vernoemd naar Louis Braille, de ontwerper van het brailleschrift. Ze heeft een enigszins uitgerekte vorm en meet 2,1 bij 1,0 km. De samenstelling van de planetoïde lijkt ongewoon veel op die van de grotere planetoïde Vesta, zodat het mogelijk is dat Braille een stuk van Vesta is, dat is losgeslagen door een inslag.
De meeste van de gegevens, die bekend zijn over Braille, komen van het ruimtevaartuig Deep Space 1. Deze is op 29 juli 1999 langs de planetoïde gevlogen op een afstand van 26 km. Er waren enkele problemen met de camera van het ruimtevaartuig zodat de beelden wazig zijn. Niettemin tonen ze duidelijk Brailles ongewone vorm.